# Sol rojo
Sol rojo (Soleil rouge en su versión original) es una película de 1971 del género western, dirigida por Terence Young y protagonizada por Alain Delon, Charles Bronson, Toshiro Mifune y Ursula Andress.

## Sinopsis
En 1860, un tren que cruza Arizona es asaltado. Los ladrones se llevan un cargamento de oro y una valiosa espada que el embajador japonés traía como regalo al presidente. Ahora el guardaespaldas del embajador (un samurai llamado Kuroda) deberá unir sus esfuerzos con uno de los ladrones, traicionado por el resto de la banda. Y tendrán que encontrar la espada en una semana, plazo fijado por Kuroda para hacerse el harakiri.